# Eugene Goostman
Eugène Goostman est une intelligence artificielle russe née en 2001 à Saint-Pétersbourg, et plus précisément un agent conversationnel.
Ce programme, créé par Vladimir Veselov, Eugene Demchenko et Sergey Ulasen, simule un jeune garçon ukrainien de 13 ans avec une personnalité et un niveau de connaissances crédibles pour les interlocuteurs.

## Exploit informatique
Le 7 juin 2014 des chercheurs de l'Université de Reading déclarent qu'il a réussi à passer le test de Turing. La question posée aux juges-testeurs était de dire après 5 minutes d’échanges avec Eugène, s'il était un programme informatique ou une personne réelle. 33 % des juges ont répondu qu’il s’agissait véritablement d’un humain. Le fait que ce résultat valide réellement le passage du test de Turing est mis en doute par la communauté scientifique.